# Abdurrahman Mustafa

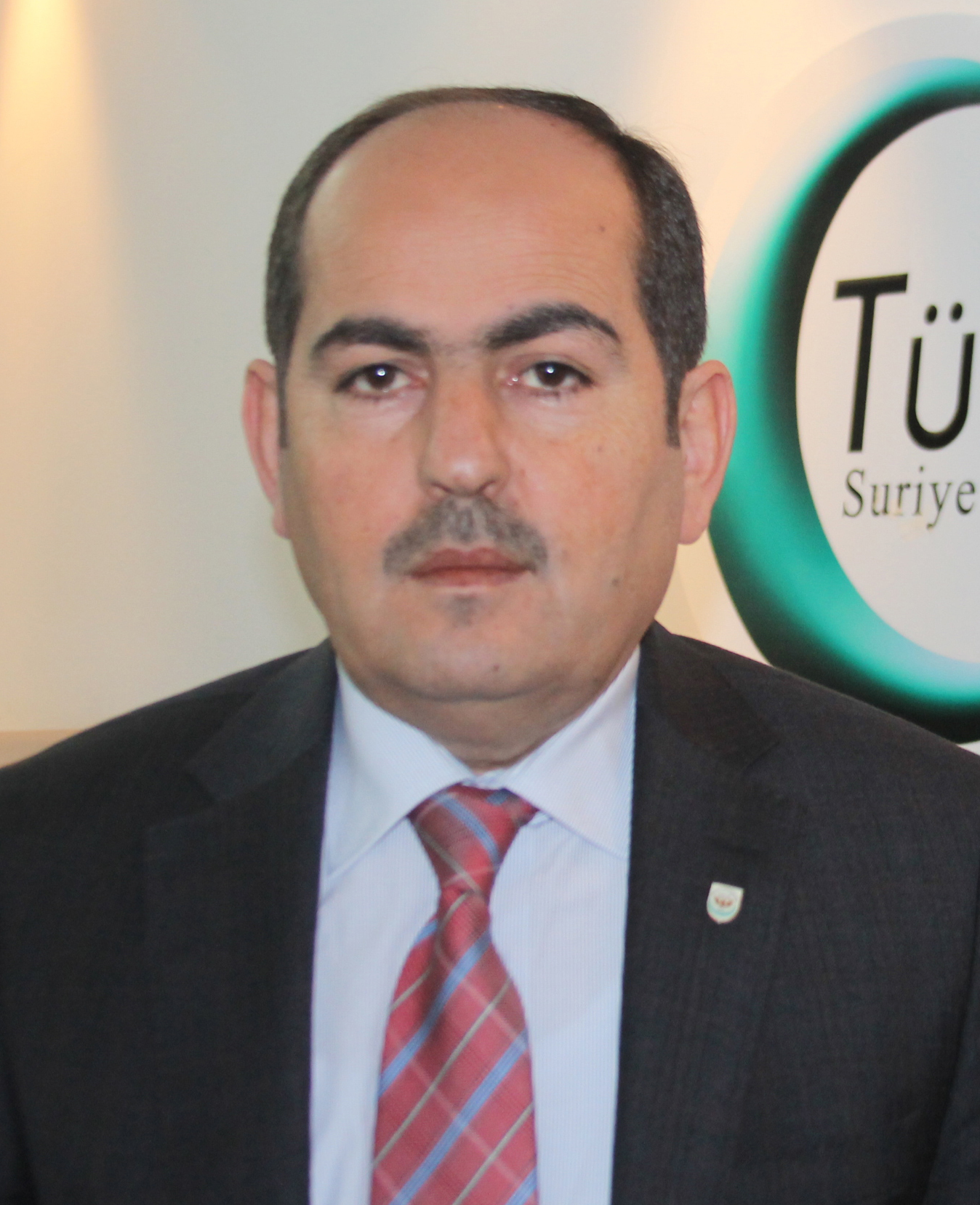
Abdurrahman Mustafa em 2014.

Abdurrahman Mustafa (árabe: عبد الرحمن مصطفى; Alepo, 1964) é um político turcomano sírio, que desde 6 de maio de 2018, serve como chefe da Coalizão Nacional Síria.
Também é Presidente da Assembleia Síria-Turca desde 10 de maio de 2014 e Presidente da Coalizão Nacional Síria da Oposição e das Forças Revolucionárias desde 6 de maio de 2018, parte da Oposição Síria.
Abdurrahman Mustafa nasceu em 1964, na vila turca de Tell Hajar, na província de Alepo. Graduou-se em Negócios pela Universidade de Comércio de Alepo em 1984. É casado e fluente em turco, árabe e inglês.
Após a graduação, foi Diretor de Finanças e Administração da empresa líbia Kotaman A.Ş, em 1988, sendo depois promovido para Diretor Regional. Trabalhou em negócios entre a Bulgária e a Turquia de 1993 a 1996. Em 1996 trabalhou para o grupo turco Özkesoğlu. Deixou os negócios em 2012 para se engajar na política durante o início da Guerra Civil Síria.